# レイニラ残酷王
『レイニラ残酷王』（原題:Rhaenyra the Cruel）はHBOのファンタジー・テレビドラマ・シリーズである『ハウス・オブ・ザ・ドラゴン』のシーズン2の第2話である。Sara Hessが脚本を書き、Clare Kilnerが監督した。二人の組み合わせはシリーズ二度目であり、Hessにとっては3話目の脚本、Kilnerにとっては4話目の監督作品となった。本エピソードは公開時点でシリーズ最長話となった。
タイトルは、エイゴン王の幼児ジェヘアリーズ王子が暗殺されたことを利用して、翠装派が対立する黒装派のレイニラを幼児殺しの残酷な王位僭称者として宣伝したことを指す。
日本ではU-NEXTが配信した。

## あらすじ

### キングズランディングにて
エイゴン王は小評議会を招集して息子ジェヘアリーズ王子の死の報復を求める。〈王の手〉オットー・ハイタワーはアリセント太后とヘレイナ王妃に同乗させた葬列を練り歩かせ、平民の同情を得ると同時にレイニラを暗殺の命令者として指弾する。二人の暗殺者のうちの〈王都の守人〉は捕らえられ、デイモンに雇われたこと、そしてもう一人の暗殺者が名を知らないねずみ捕りであると白状する。アリセントとベッドを共にしていたために暗殺を止められなかったと悔やむクリストン・コールは〈王の盾〉のサー・アリックに、レイニラに仕える双子のサー・エリックに化けてドラゴンストーンに潜入し、レイニラを暗殺するよう命じる。エイゴンはすべてのねずみ捕りを処刑するが、オットーは平民の間での人気が落ちることを恐れて王を叱責する。王はオットーを解任してコールを後継とする。アリセントは、帰趨の定まらないハイガーデンのタイレル家を説得に向かうよう父に頼む。

### ドラゴンストーンにて
ジェヘアリーズ王子の暗殺の知らせを聞いたレイニラ王女は悪評を心配し、デイモンが指示したと疑って問い詰める。デイモン自身の王位への意欲を疑い、もはや信頼できないと言い放つ。デイモンはハレンの巨城へ飛び立つ。レイニラは"白蛆"を尋問後に解放し、ペントスに追放する。船に向かう途中、白蛆は翠装派のサー・アリックが城に向かうところを見かける。サー・アリックはレイニラの護衛を勤める双子のサー・エリックを装って城に入り、レイニラを寝室で殺そうとする。エリックがアリックと戦って殺すも、自らも死を選ぶ。

## 評判

### 視聴者数
アメリカ合衆国において、本エピソードは放送では、公開日には130万人に視聴された。